# 新卡普拉尼
46°10′48″N 29°25′40″E / 46.18000°N 29.42778°E
新卡普拉尼（烏克蘭語：Нові Каплани）是位於烏克蘭西南部的村莊，由敖德萨州博爾赫拉德區的巴甫利夫卡市鎮負責管轄。該村始建於1965年，面積2.24平方公里，海拔高度89米，2001年人口688，人口密度每平方公里307.14人。